# Nagrywarka DVD (komputerowa)

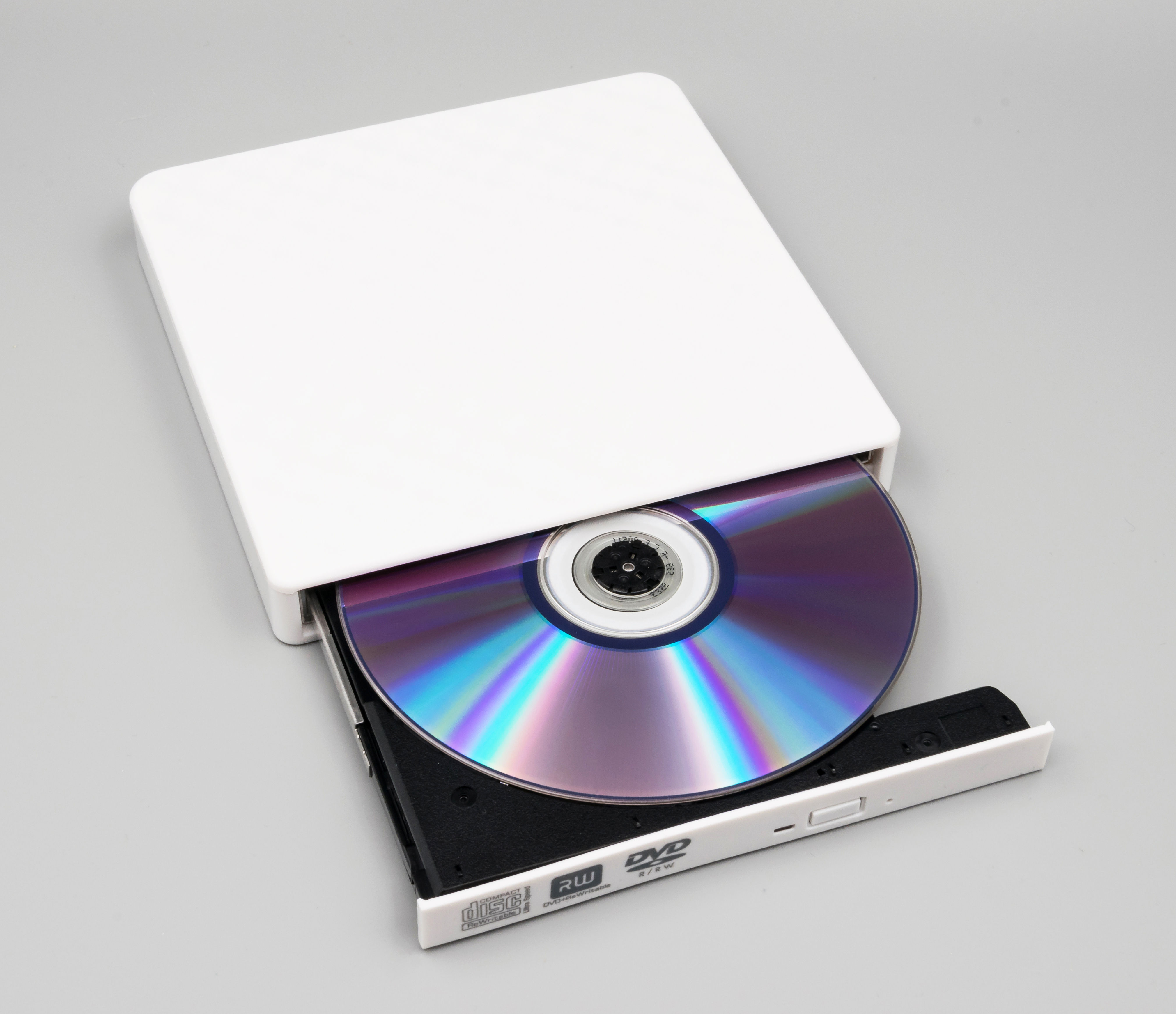
Nagrywarka zewnętrzna Krux KRX0123

Nagrywarka DVD – urządzenie optyczne pozwalające na zapis danych na specjalnych przeznaczonych do tego nośnikach (płytach CD lub DVD).

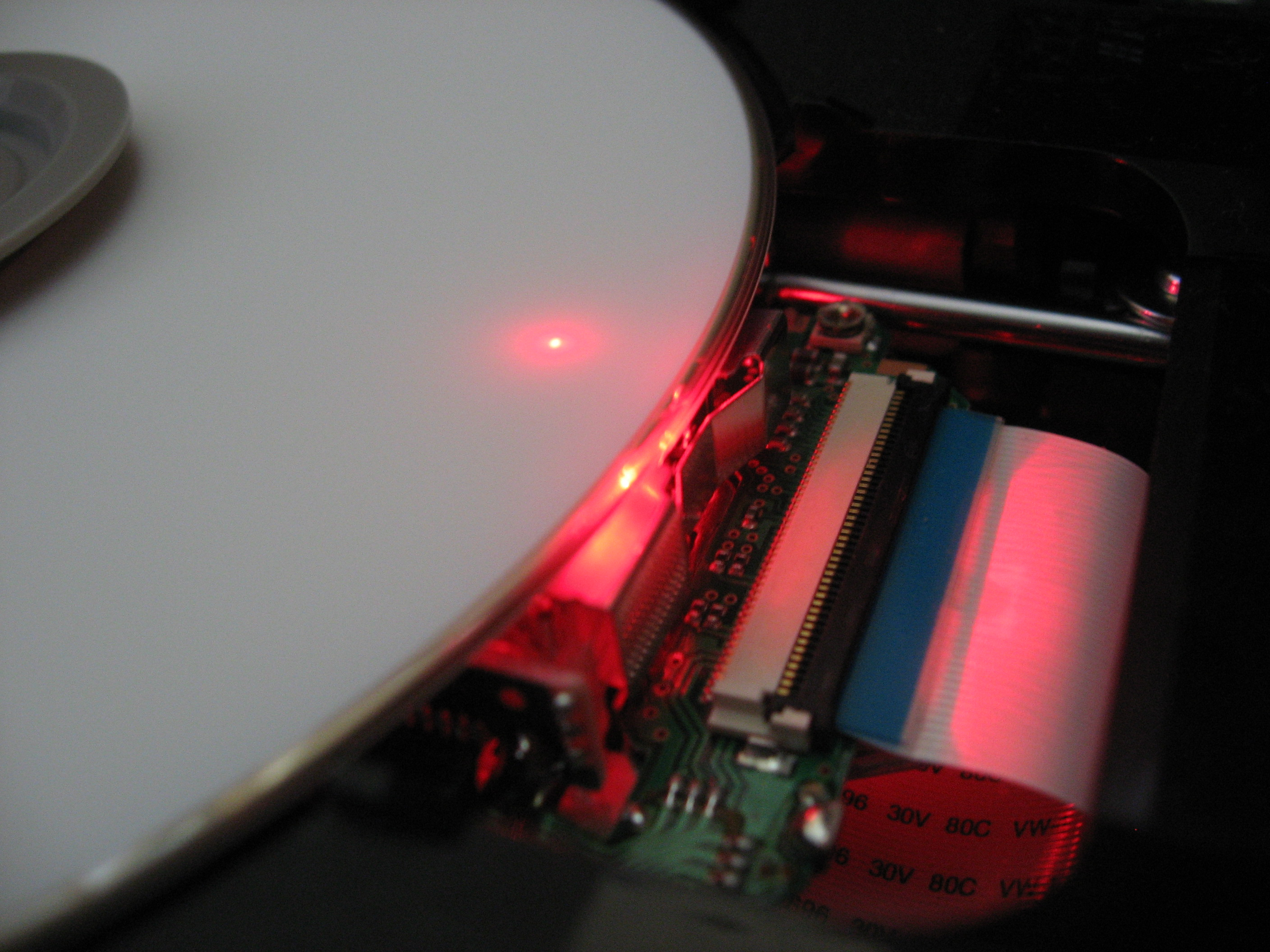
Nagrywarka bez obudowy, w trakcie nagrywania płyty DVD

Do zapisu danych na płycie używana jest metoda Land-and-Groove-Recording. 
Nowością w nagrywarkach tego typu jest technologia LightScribe, która pozwala na bezpośrednie drukowanie etykietki na nieaktywnej stronie nośnika, oraz technologia Labelflash, stworzona przez firmy Yamaha i Fujifilm, która pozwala nie tylko wypalać etykiety na zewnętrznej stronie nośnika, ale dodatkowo ma zwiększoną jakość nadruku i pozwala wypalać napisy na nieużywanej części przeznaczonej na zapis – jednak tylko w jednym kolorze.